# بهرام چهارم
بهرام چهارم یا وهرام چهارم (به پارسی میانه: 𐭥𐭫𐭧𐭫𐭠𐭭 ت.ت. 'وَرَهْرانْ'؛ درگذشتهٔ ۳۹۹ میلادی) یا بهرامِ شاپور در شاهنامه، سیزدهمین شاهنشاه ایران و انیران از خاندان ساسان در ایران‌شهر بود که در میانه ۳۸۸ تا ۳۹۹ میلادی پادشاهی کرد.
بهرام پیش از رسیدن به سلطنت، به عنوان فرماندار استان کرمان در جنوب شرقی کشور مشغول فعالیت بود.
بهرام پس از مرگ شاپور سوم، به عنوان شاهنشاه ایران و انیران تاجگذاری کرد. دوران فرمانروایی وی به عنوان شاهنشاه، عمدتاً بدون حادثه سپری شد. او در ارمنستان، خسرو چهارم، که دست نشانده خود بود را پس از مدتی برکنار کرد و بهرام شاپور را بر تخت حکومت ارمنستان نشاند. در سال ۳۹۵ میلادی، هون‌ها به شهرها و روستاهای اطراف دجله و فرات حمله کردند، اما توسط ارتش ایران دفع شدند. در زمان بهرام چهارم بود که استفاده از امضاهای ضرابخانه‌ای با تأسیس چندین ضرابخانه جدید در سراسر امپراتوری رواج یافت. سرانجام بهرام چهارم نیز مانند پدرش با توطئه برخی از اشراف کشته شد و برادرش یزدگرد یکم جانشین او شد.

## نام‌شناسی
بهرام از کلمهٔ ایرانی باستان «Vṛθragna» و اوستایی «Vərəθraγna» به معنی «خدای پیروزی» گرفته شده‌است و معادل آن در زبان پارسی میانهٔ «Warahrān» و «Wahrām» (که بیشتر «wlhlʾn» تلفظ می‌شود)، در و زبان پارتی «*Warθagn» است که به صورت قرضی در زبان ارمنی «Vahagn» و به صورت «Wa(r)hrām» (که «wryhrm» تلفظ می‌شود) به صورت قرضی در زبان ارمنی «Vrām» تلفظ می‌شود. نام بهرام در اوستایی «وِرِثرَغنه» و در فارسی میانه «وَرَهران» و «وَهرام» بوده و معنی آن «آمادهٔ نبرد» و «پیروزمند» است.

## آغازین زندگی
به گفته مورخ قرون وسطی، طبری (درگذشته ۹۲۳)، بهرام پسر شاپور دوم (سلطنت: ۳۰۹–۳۷۹) بود. با این حال، چندین مورخ دیگر، مانند حمزه اصفهانی (درگذشته پس از ۹۶۱)، اظهار می‌کنند که او پسر شاپور سوم (سلطنت: ۳۸۳–۳۸۸) بوده‌است که احتمال آن نیز بیشتر است. بهرام در دوران سلطنت پدرش والی استان کرمان در جنوب شرقی بود و احتمالاً او شهر سیرجان را ساخته بود که تا پایان دوره ساسانیان مرکز این استان محسوب می‌شد. این شهر نقش اقتصادی مهمی داشت و به عنوان شهر ضرابخانه‌ای ایفای نقش می‌کرد همچنین این منطقه یک منطقه مهم کشاورزی نیز بوده‌است. به گفته جغرافیدان قرون وسطایی یاقوت حموی (درگذشته ۱۲۲۹)، بهرام در شهر وه‌اردشیر ساختمان‌هایی ساخته‌است. بهرام نیز مانند بسیاری دیگر از فرمانداران کرمان، لقب «کرمانشاه» (به معنی شاه کرمان) را دارا بود. در سال ۳۸۸ میلادی، بهرام جانشین پدرش شد که توسط گروهی از اشراف ایرانی کشته شده بود.

## دوران پادشاهی

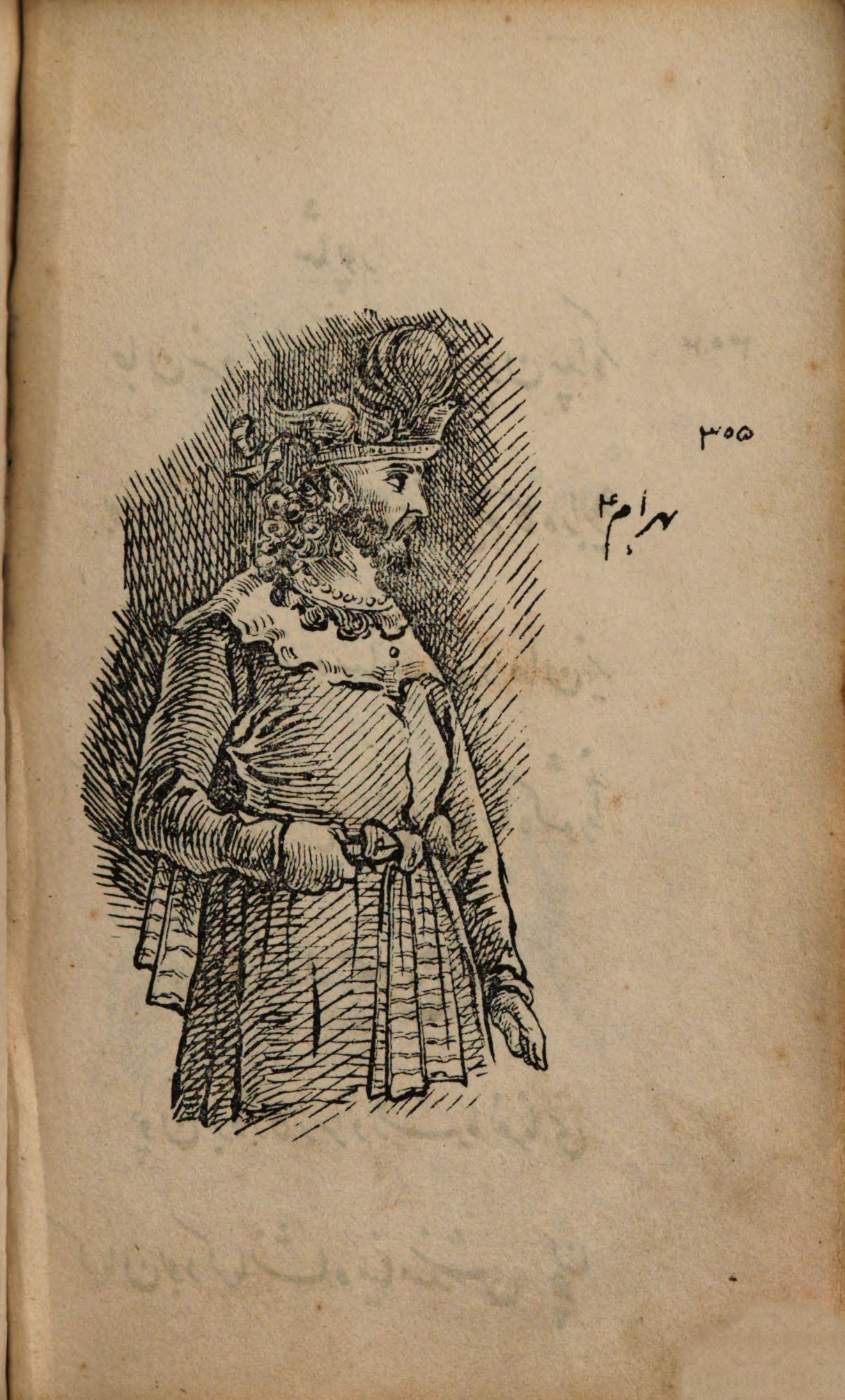
نگاره‌ای از بهرام چهارم در نامهٔ خسروان

### وقایع ارمنستان
در دوران پادشاهی شاپور سوم، عهدنامه‌ای تحت عنوان صلح اسیلیسن بین ایران و روم مبنی بر تقسیم پادشاهی ارمنستان منعقد شده بود.  این خط مرزی از ارزروم در شمال تا اَمیدا در جنوب امتداد داشت و بدین ترتیب قسمت بزرگی از ارمنستان تحت سلطه ساسانیان باقی مانده بود.  اینکه این معاهده دقیقاً در چه زمانی انجام شد، مشخص نیست، اما اکثر محققان بر این باورند که این معاهده در سال ۳۸۷ میلادی بسته شده‌است. آرشاک سوم (حکومت ۳۷۸–۳۸۷) از سلسله اشکانی ارمنستان، که پادشاهی طرفدار روم بود، به زودی درگذشت و این رومیان را وادار کرد تا شاخه سلطنتی اشکانی خود در ارمنستان را لغو کنند و استان ارمنستان غربی را تشکیل دهند. سلطنت اشکانیان در بخش ایرانی ارمنستان نیز با به تخت‌نشینی خسرو چهارم به عنوان یک دست نشانده ساسانی، حفظ شد. اما بهرام چهارم به زودی به خسرو بدگمان و بی‌اعتماد شد و این بدگمانی در نهایت منجر به برکناری خسرو چهارم و جانشینی برادرش، بهرام شاپور شد. علت این برکناری خسرو چهارم ممکن است انتصاب ساهاک پارتو به عنوان جاثلیق، بدون مشورت با دربار ایران بوده باشد. علت‌های دیگری نیز برای برکناری خسرو از حکومت ذکر شده‌است، از جمله اینکه: در زمان پادشاهی بهرام چهارم، خسرو که والی ارمنستان ایران بود، به تحریک تئودوسیوس یکم یاغی شد. توضیح آنکه دولت روم حکومت ارمنستان روم، را هم به او داد و در اثر آن خسرو از اطاعت ایران خارج شد. بهرام چهارم سپاهی به ارمنستان فرستاد، خسرو را گرفتند و به ایران آوردند و در دژ فراموشی زندانی کردند، سپس بهرام، بهرام شاپور، برادر خسرو را به جای او گماشت.

### حمله هون‌ها به قلمرو ساسانیان

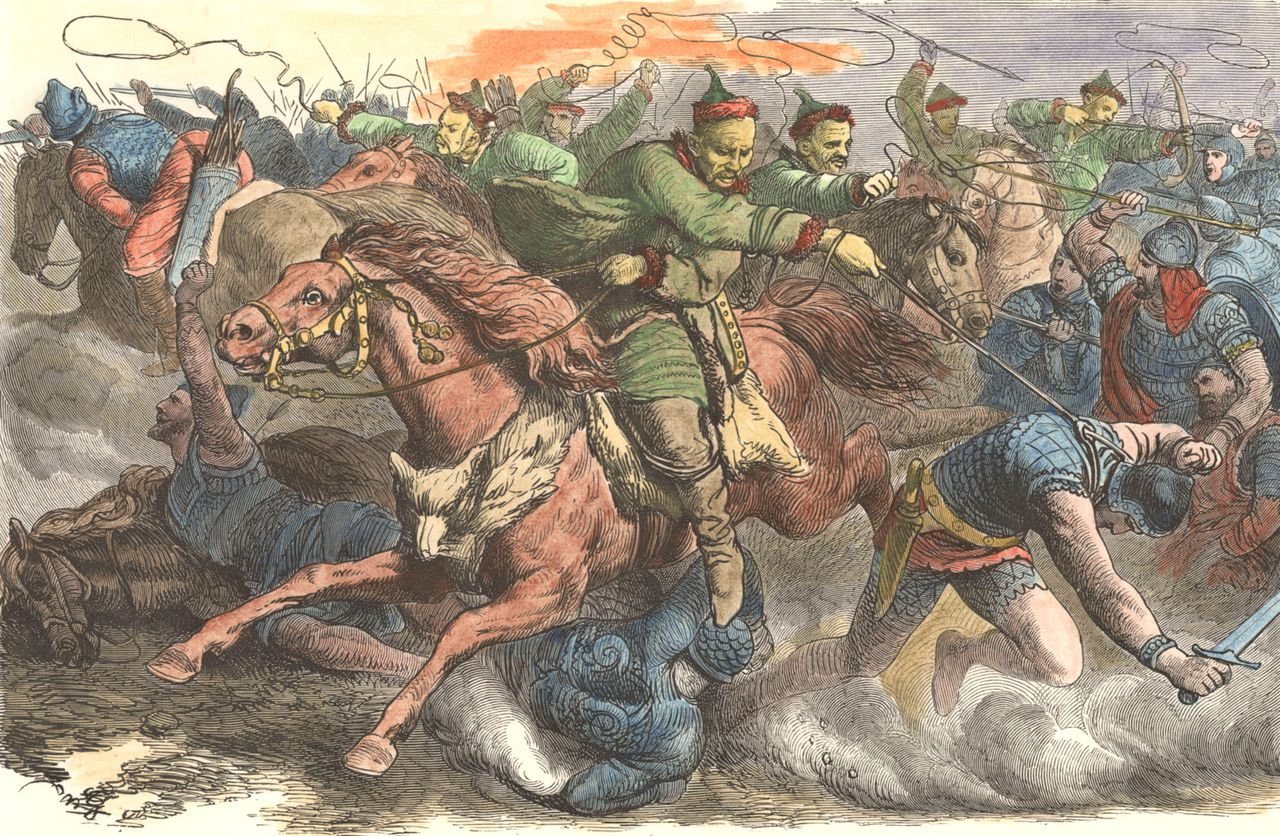
نقاشی‌ای از سواران هون به هنگام نبرد، ۱۸۷۰م

در سال ۳۹۵، هون‌ها به استان‌های رومی سوفن، ارمنستان غربی، میان‌رودان، سوریه و کاپادوکیه حمله کردند. آنها به گالاتیا رسیدند و بسیاری را اسیر کردند. هون‌ها سپس به قلمرو ایران حمله کردند و تعدادی از شهرها و روستاهای اطراف دجله و فرات را ویران کردند. اما به زودی یک ضد حمله از سوی ایران منجر به شکست نیروهای هون و بازپس‌گیری غنایم و اسرا از آنها شد. بهرام چهارم به اسیران رومی اجازه داد در ویه اردشیر و تیسفون بمانند، همچنین فرمان داد که در آنجا جیره‌هایی از جمله نان، شراب و روغن به آنها داده شود. بعدها بیشتر اسیران به سرزمین‌های خود بازگردانده شدند. این تهاجمات هون‌ها به قلمرو شاهنشاهی ایران این پیام را با خود داشت که آن مناطقی که فاقد دفاع طبیعی هستند باید بهتر تأمین شوند.

## مرگ و جانشینی
در سال ۳۹۹ میلادی، بهرام چهارم در جریان یک لشکرکشی، بر اثر اصابت تیر کشته شد. ابوحنیفه دینوری مورخ قرن نهم، این واقعه را یک حادثه می‌داند، درحالی که طبری عاملان آن را «گروهی از قاتلان شرور» می‌خواند. تحقیقات مدرن نیز موافق این هستند که گروهی از اشراف پشت این قتل بودند. به گفته مورخ امروزی اسکات مک‌دوناف، بهرام چهارم به دلیل تلاش‌هایش برای کاهش اقتدار خانواده‌های اشرافی و قدرتمند (معروف به وزرگان)، به خصوص پارتی‌ها که بخش عمده‌ای از ارتش فئودالی ایران را تشکیل می‌دادند، کشته شد. از سویی دیگر، بسته شدن پیمان صلح با روم، شاید بدان سبب که موبدان را از تعقیب و آزار مسیحیان آن حدود، بازمی‌داشت منجر به ناخرسندی آنها از بهرام شده بوده‌است. به‌طور کلی و در اکثر مواقع تلاش‌های پادشاه برای مهار اقتدار بزرگان منجر به قتل او می‌شد. پس از درگذشت بهرام چهارم، برادرش، یزدگرد یکم بر تخت نشست.

## شخصیت‌شناسی

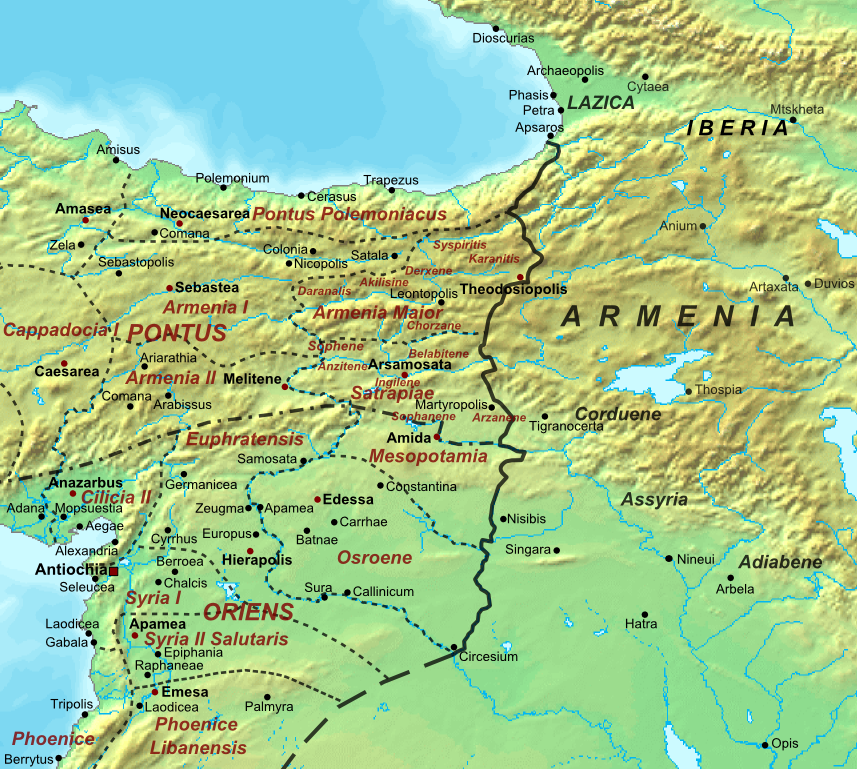
مرز بین امپراتوری های ایرانی روم و ساسانی پس از عهدنامه 384 م. علیرغم جنگ‌های مکرر، مرز در طول قرن پنجم و تا زمان سلطنت ژوستینیان اول ثابت ماند.

برداشت‌های منابع عربی نسبت به شخصیت بهرام چهارم متفاوت است، هرچند که او عموماً در منظری مثبت به تصویر کشیده شده‌است. به گفته طبری «او به شیوه‌ای ستودنی بر رعایای خود حکومت می‌کرد و به خاطر شیوه حکومتش مورد ستایش قرار می‌گرفت». ابن قتیبه، محقق قرن نهم نیز از بهرام به عنوان پادشاهی «عدالت طلب و دارای حکومت نیکو» یاد کرده‌است. در مقابل تعداد اندکی از مورخین دیدگاه‌های تاریکی را دربارهٔ این شاهنشاه ساسانی ارائه کرده‌اند مانند حمزه اصفهانی که بهرام را «حاکمی مغرور و خشن که از رعایای خود غفلت می‌کرد» خوانده‌است.

## سکه‌شناسی
بهرام چهارم نخستین شاهنشاه ساسانی بود که دو جزء مذهبی را بر روی تاج خود ترکیب کرد و پس از آن، چنین تاج‌هایی در میان ساسانیان رواج یافت. همچنین در زمان او بود که استفاده از امضا در ضرابخانه‌ها منظم شد. منظم بودن امضاهای ضرابخانه‌ای باعث می‌شود که منشأ سکه‌ها راحت تر شناسایی شود. در زمان بهرام چهارم، استان شرقی ابرشهر بیشترین میزان ضرب سکه را در طول تاریخ ساسانیان تولید کرد. ضرب گسترده سکه در هر منطقه برای تأمین هزینه‌های مورد نیاز و حفظ تعداد زیادی از نیروهای مستقر در آن منطقه بود.
بهرام چهارم نیز مانند شاپور دوم، اردشیر دوم و شاپور سوم، سکه‌های طلای منحصربه‌فردی را در منطقه سند در هند ضرب کرد که احتمالاً مربوط به استان هند ساسانی بوده‌است. در زمان بهرام چهارم، ضرابخانه‌هایی در شهرهای گندی‌شاپور و شوش در استان خوزستان تأسیس شد. همچنین یک ضرابخانه در شمال غربی استان آذَربادَگان نیز برای حمایت مالی از ساخت دروازه‌های خزری، به‌منظور محافظت از مرز قفقاز در برابر تهاجمات هون‌ها تأسیس شد.

نمونه سکه‌های بهرام چهارم
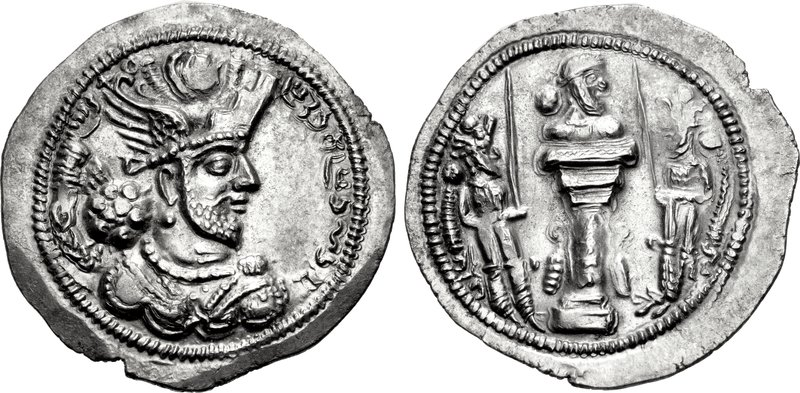
درخم بهرام چهارم، ضرب هرات
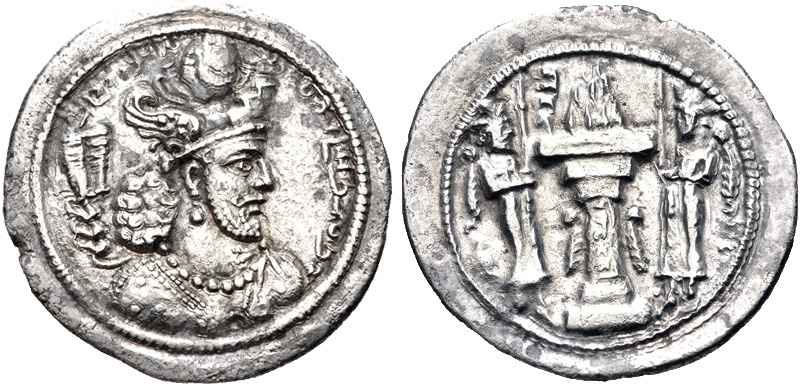
درخم بهرام چهارم، ضرب تیسفون
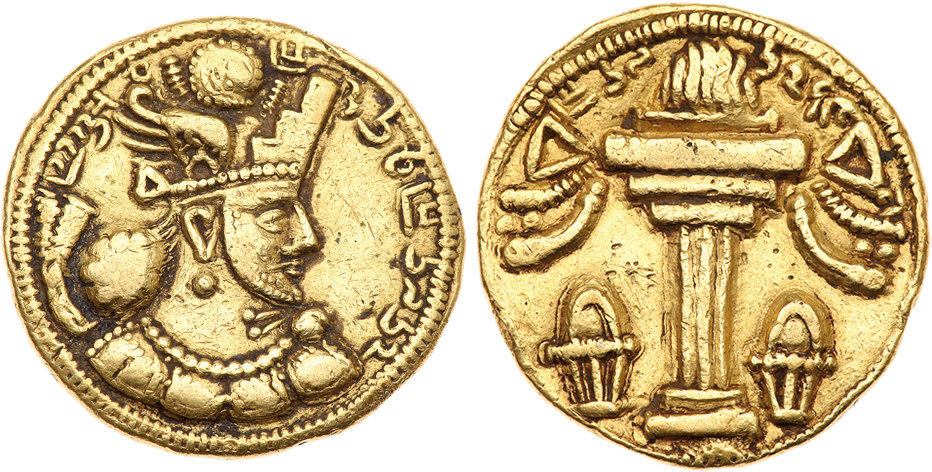
دینار بهرام چهارم - ضرب آذربادگان

## مُهرشناسی

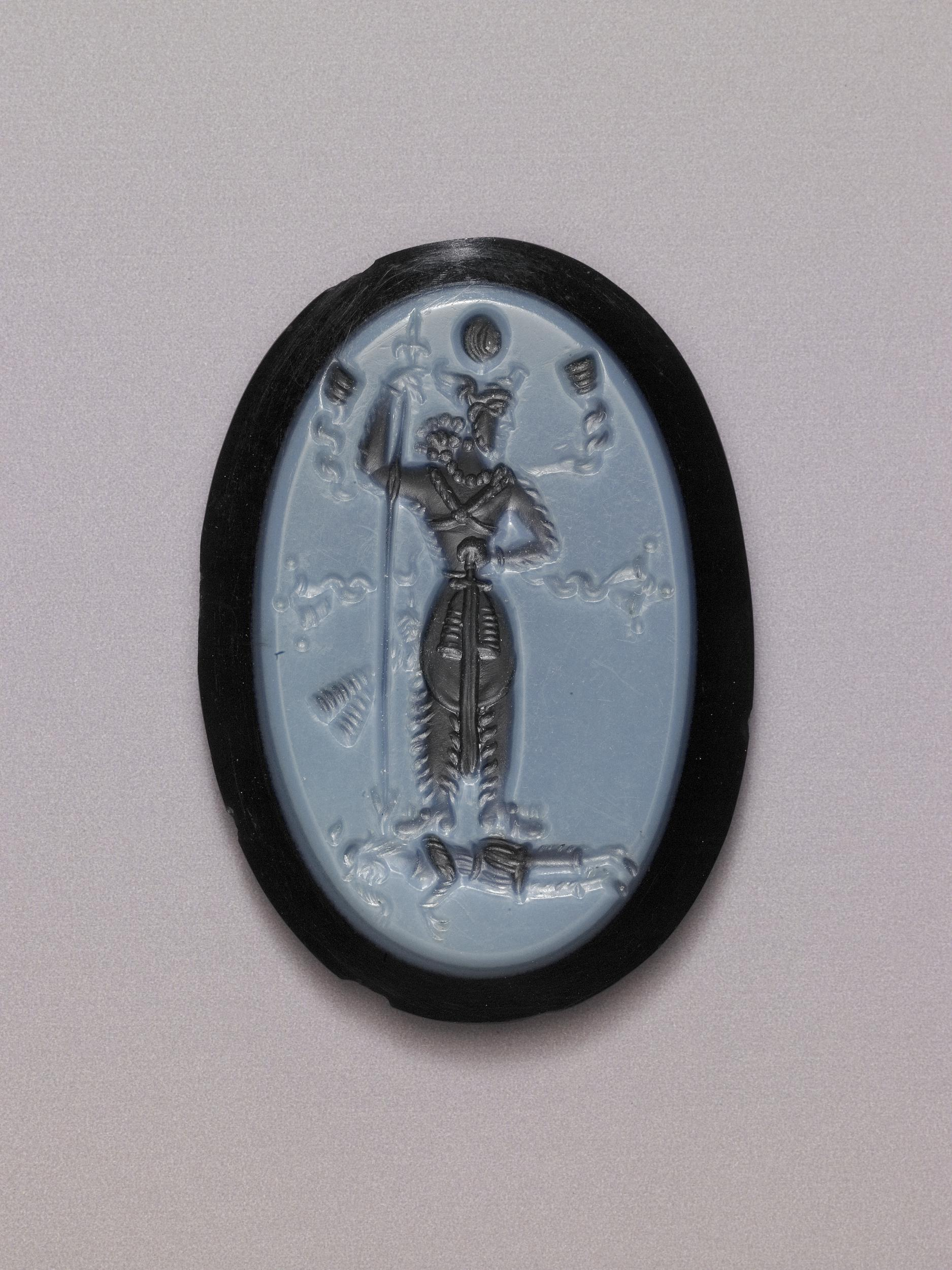
مُهر ساسانی بانقش بهرام چهارم در موزه بریتانیا

مهری از بهرام مربوط به دوران حکومتش در کرمان بر جای مانده‌است و کتیبه آن که به زبان پارسی میانه نوشته شده بدین شرح می‌باشد: «وهران کرمان شاه، پسر شاپور مزداپرست، شاه شاهان ایران و انیران، که فرزند اربابان است». علاوه بر آن، مهر دیگری از بهرام چهارم مربوط به دوران شاهنشاهی او یافت شده‌است. این مهر که در حال حاضر در موزه بریتانیا نگهداری می‌شود، بهرام را با تاج خود به تصویر می‌کشد. او یک نیزه در دست دارد و بر روی پیکر یک دشمن ناشناخته که بر زمین افتاده ایستاده‌است. این دشمن بر زمین افتاده شبیه همان شخصیتی است که روی نقش برجسته صخره ای اردشیر دوم به تصویر کشیده شده‌است و به احتمال زیاد امپراتور ژولیان را نشان می‌دهد که در سال ۳۶۳ میلادی در نبرد با ساسانیان کشته شد. گفته می‌شود که نقش روی مهر بهرام چهارم نیز همان ژولیان می‌باشد که توسط بهرام برای تأکید بر حقانیت و توانایی خود از طریق مشارکت احتمالی‌اش در شکست پیشینیان اضافه شده‌است.